# 陽鼠屬
陽鼠屬（Solomys），哺乳綱、囓齒目、鼠科的一屬，而與陽鼠屬（智陽鼠）同科的動物尚有窟山鼠屬（窟山鼠）、斯里蘭卡鼠屬（斯里蘭卡鼠）、長吻鼩形鼠屬（長吻鼩形鼠）、紋鼠屬（紋鼠）等之數種哺乳動物。